# Left Bank Pictures
Left Bank Pictures ist ein britisches Filmproduktionsunternehmen.

## Geschichte
Left Bank Pictures wurde 2007 von Andy Harries, Francis Hopkinson und Marigo Kehoe in Großbritannien gegründet. Die erste Produktion war die TV-Serie Wallander. Im Jahr 2012 wurde Left Bank Pictures von Sony Pictures Television gekauft.

## Filmografie
- 2008–2016: Wallander
- 2009: Father & Son
- 2009: The Damned United
- 2009–2010: School of Comedy
- 2010: Married Single Other
- 2010–2015: Strike Back
- 2011: Zen
- 2011–2013: Mad Dogs
- 2011: Strike Back: Project Dawn
- 2011: The Lady
- 2012: All in Good Time
- 2012: Cardinal Burns
- 2012: Loving Miss Hatto
- 2013: The Ice Cream Girls
- 2014: Not Like This, Like That
- 2014–: Outlander
- 2016–: The Crown
- 2017: The Replacement
- 2017: The Halcyon
- 2017: Philip K. Dick’s Electric Dreams
- 2017: Dark River
- seit 2020: White Lines

## Auszeichnungen
- Broadcast Award for Best Independent Production Company (2011) – Won[2]